# John Floyer
John Floyer (Hints Hall, 3 marzo 1649 – 1º febbraio 1734) è stato un medico inglese.
Era il terzo figlio e secondo maschio di Elizabeth Babington e Richard Floyer, nato ad Hints Hall. Hints è un tranquillo villaggio situato a breve distanza da Lichfield nello Staffordshire. Si iscrisse presso il Queen's College dell'Università di Oxford dove nel 1686 si laureò in medicina.

## Biografia
I Floyer, o Flier, il nome significa "fabbricanti di frecce", era un'antica famiglia sassone, proprietaria di terre nel Devon già prima del 1066. Nel XVI secolo uno dei Floyer, probabilmente caduto in disgrazia presso gli altri membri della famiglia, si trasferì nella cittadina di Uttoxeter dove iniziò un'attività commerciale. Gli affari prosperavano e con i profitti venne acquistata una considerevole proprietà immobiliare. Il nipote del Floyer migrante, che fu il nonno di John, acquistò la Manor House, Hints Hall, nel 1601. Una volta qui trasferitasi, la famiglia adottò lo stile di vita della piccola nobiltà.
John Floyer in qualità di figlio minore dovette scegliersi una professione da praticare e all'età di 15 anni si iscrisse a Oxford per studiare medicina. Prima dell'iscrizione all'università si presume che Flyer abbia ricevuto privatamente un'istruzione, infatti non vi è traccia di una sua iscrizione presso la Lichfield Grammar School. Conseguì il Bachelor of Arts nel 1668, il Bachelor of Medicine nel 1674 e il Doctor of Medicine nel 1686. Questa lunga formazione universitaria, naturalmente prevedeva la lettura dei classici, la memorizzazione degli aforismi di Ippocrate, la frequenza delle lezioni e dei pochi casi di dissezione, la stesura di tesi da difendere nel corso di dispute.
Il corso di studi in medicina tenuto ad Oxford nella seconda metà del 1600 era poco stimolante e del tutto insufficiente. Thomas Sydenham, che fu studente di medicina pochi anni prima di John Floyer, criticando i metodi di insegnamento disse "per quanto riguarda l'anatomia, conosco un macellaio che sa sezionare un'articolazione molto meglio". Tuttavia la frequenza ad Oxford da parte di Floyer coincise con un periodo di notevole attività intellettuale, raramente eguagliata da qualsiasi altra università. La giovanile curiosità di Floyer venne stimolata da scienziati quali Robert Boyle, John Locke e John Mayow. In quel periodo stava accadendo qualcosa "da infondere nuova linfa nelle aride ossa di Ippocrate e Galeno" (Gunn, 1936).
Floyer esercitò come medico a Lichfield e subito divenne un importante membro della comunità. Nell'Aprile del 1680 Floyer sposò la vedova Mary Fleetwood di Lichfield. Nel 1686 fu nominato giudice di pace; successivamente fu eletto ufficiale giudiziario. Quando il re Giacomo II fece visita a Lichfield nel 1686 Sir John Floyer fece parte della delegazione che accolse il sovrano alla periferia della città.

## John Floyer e la famiglia Johnson
Floyer compiva cinquantanove anni quando nacque Samuel Johnson, di modo che egli apparteneva alla generazione della Lichfield del padre di Samuel, il libraio Michael Johnson. John Floyer pubblicò le sue prime opere presso la libreria di Michael Johnson; entrambi ricoprirono incarichi nel governo locale di Lichfield. Unitamente a molti altri contribuenti, entrambi i nomi compaiono in una lista di sottoscrittori di un appello del Decano del Capitolo della Cattedrale rivolto ai fedeli per la riparazione delle campane danneggiate durante la Guerra civile inglese.
Quando Samuel Johnson contrasse la scrofola, una malattia che a quel tempo era denominata the King's Evil ("il male del re" in inglese), perché si pensava che i sovrani imponendo le mani fossero in grado di guarire tale patologia, Michael Johnson chiese consiglio a John Floyer, ex medico di Carlo II d'Inghilterra, il quale consigliò che il piccolo Samuel fosse sottoposto al tocco reale da parte della regina Anna, cosa che avvenne il 30 marzo 1712. Tuttavia, il rituale non sortì effetto alcuno e Johnson fu sottoposto ad un intervento chirurgico che lasciò cicatrici permanenti su viso e corpo.
Vale la pena ricordare che il contatto professionale con John Floyer non sortì alcun esito positivo neanche quando Samuel Johnson era in tarda età. Infatti, quando Johnson aveva 75 anni e Floyer era morto da circa 40 anni, Johnson prese in prestito una copia dell'opera di Floyer, A Treatise of the Asthma, dalla biblioteca della Cattedrale di Lichfield nella speranza di poter apprendere qualcosa che fosse d'aiuto nella propria sofferenza. Johnson così scrisse ad un amico medico: "Sto ora leggendo l'opera di Floyer, che visse con la sua asma fin quasi a novant'anni. Il suo libro è poco chiaro e la sua asma, secondo me, non è dello stesso mio tipo. Qualcosa, comunque, forse l'ho imparata."

## Opere

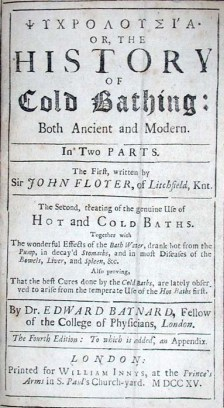
Frontespizio di The History of Cold Bathing (1715)

Sir John Floyer è stato descritto come "fantasioso, stravagante, pretenzioso, dedito alla ricerca e poco chiaro" (Lindsay, 1951). Senz'altro sarebbe ancora oggi considerato un eccentrico ma bisogna anche considerare che visse in un'epoca di grandi cambiamenti nella quale era facile definire come eccentrico il comportamento di chi aveva interessi intellettuali. Floyer visse nel pieno di quella che viene definita "rivoluzione scientifica". Egli si trovò all'incrocio epocale in cui la medicina era ancora legata al tradizionalismo medievale basato sugli insegnamenti di Galeno, che erano stati applicati per un millennio, e l'applicazione del nuovo approccio sperimentale alla scienza.
Nel 1697 apparve una curiosa inchiesta sulla balneazione dal titolo An Enquiry into the Right Use and Abuses of the Hot, Cold and Temperate Baths in England, nota nelle edizioni successive col titolo The History of Cold Bathing. Floyer era così convinto, per non dire quasi ossessionato, del valore dei bagni in acqua fredda che riuscì a convincere dei "degni e compiacenti gentiluomini" perché contribuissero alla costruzione di un frigidario nella città di Lichfield utilizzando le gelide acque della vicina sorgente di Abnalls. Floyer, comunque, non sottovalutò l'umana debolezza dei suoi pazienti quando scrisse: "I medici spesso si trovano in difficoltà a superare l'avversione dei pazienti verso nuove medicine, finché non riescono a convincere i pazienti che le medicine prescritte sono sicure e necessarie. Io mi aspetto di incontrare la stessa avversione verso i bagni freddi." Molti contemporanei presto si convinsero che Floyer era troppo assillante nel reclamare i benefici effetti della sua idroterapia. Nei Hearne's Diaries della Bodleian Library è riportata la ferale notizia della perdita di un amico: "La sua morte fu soprattutto causata da un'infermità procuratagli dal tuffo fatto, in una notte di inverno, nel fiume gelido, dopo avere letto l'opera sui Bagni freddi di Sir John Floyer."
A parte questa "mania frigidaria", il medico Sir John Floyer deve essere ricordato per due importanti contributi scientifici descritti rispettivamente in A Treatise of the Asthma e The Physician's Pulse Watch. Il Trattato sull'asma è da considerare un classico in materia, non fosse altro per il fatto che Floyer divenne, suo malgrado, un esperto di asma bronchiale, infatti ne fu affetto nell'arco della sua lunga vita. Egli non trascurò la possibilità di fare attente osservazioni dei suoi sintomi e di come questi variavano a seconda delle stagioni e dell'ambiente, oltre che dall'eventuale trattamento farmacologico. Si devono a Floyer due particolari contributi nel promuovere la comprensione dell'asma. Riteneva che l'asma spasmodica fosse in parte dovuta al restringimento del diametro dei bronchi e descrisse per la prima volta in modo dettagliato l'enfisema sulla base di una dissezione eseguita su una cavalla bolsa. Nella sua ricerca per una migliore comprensione dell'asma Floyer avrebbe voluto dimostrare che vi era una correlazione fra l'affezione nei cavalli e quella negli uomini. Purtroppo non riuscì a superare i pregiudizi del suo tempo nei concittadini di Lichfield. Nel 1710 scrisse ad un collega: "Se avessi potuto praticare la dissezione sulle persone morte per questa malattia nel mio quartiere, si sarebbe avuta anche questa prova, ma i miei concittadini sono contrari a tali pratiche, anche se ideate a fin di bene. Purtroppo devo lasciare questa parte della ricerca ai giovani praticanti di Londra, perché studino le bolle d'aria negli asmatici."
Santorio, il famoso professore della facoltà medica dello Studio patavino, esercitò un notevole influsso su Floyer. Fra i libri della biblioteca di Floyer, lasciati in eredità al Queen's College, vi era una copia di Ars de statica medicina, in cui Santorio descriveva i suoi esperimenti di equilibrio metabolico e la scoperta della traspirazione insensibile. Floyer deve aver copiato la bilancia ideata da Santorio ed averla usata a Lichfield, perché nella relazione circa il peso di un asmatico egli dice di aver usato "il metodo di Santorio." Egli descrive il soggetto di queste osservazioni come un asmatico di età compresa fra i 40 e i 50 anni ed i giorni in cui furono effettuate queste osservazioni sono incluse nel periodo fra il 3 e il 6 maggio 1698 (Floyer, 1726). Non vi è dubbio, quindi, che il soggetto di queste osservazioni fosse Floyer in carne ed ossa.
Fra il 1707 e il 1710, Floyer pubblicò i due volumi di The Physician's Pulse Watch, formati da oltre un migliaio di pagine di osservazioni, commenti, grafici e tabelle relative alla misurazione del polso per il controllo della frequenza cardiaca. In quest'opera l'autore, oltre alle nozioni risalenti all'antichità e ai resoconti sulla medicina cinese riportati dai missionari, registrò le più importanti attività di ricerca in corso. Il significato del lavoro sta nel sottolineare l'importanza del valore di un'accurata misurazione del polso, di modo che, come egli dice, "è possibile conoscere l'impulso naturale e gli eccessi ed i difetti di questo nelle malattie".
Floyer fu il primo medico a misurare il polso nella pratica clinica di routine e registrò un gran numero di osservazioni nelle quali cercò di stabilire una relazione tra frequenza cardiaca e molte altre misurazioni come la frequenza respiratoria, la temperatura, le letture barometriche, l'età, il sesso e la stagione e la latitudine alla quale furono registrate le letture. All'inizio, per il suo dispositivo di misurazione usò la lancetta dei minuti di un orologio a pendolo o una clessidra per minuti. In seguito si rivolse a Samuel Watson, un orologiaio che iniziò la sua carriera a Coventry per poi trasferirsi a Londra, perché adattasse un orologio al fine di misurare la frequenza del polso. Questo particolare orologio includeva una seconda lancetta ed anche una leva speciale per mezzo della quale il meccanismo veniva bloccato. Floyer usò questo orologio come uno strumento di precisione per le misurazioni cliniche, controllandone sempre la regolarità attraverso il confronto con una clessidra per minuti che teneva in casa come suo standard.